# (4706) Dennisreuter
(4706) Dennisreuter (1988 DR) – planetoida z grupy pasa głównego asteroid okrążająca Słońce w ciągu 3,42 lat w średniej odległości 2,27 j.a. Odkryta 16 lutego 1988 roku.